# 타우라노
타우라노(이탈리아어: Taurano)는 이탈리아 캄파니아주 아벨리노도의 코무네다.